# سباستین مای
سباستین مای (انگلیسی: Sebastian Mai؛ زادهٔ ۱۰ دسامبر ۱۹۹۳) بازیکن فوتبال اهل آلمان است.
از باشگاه‌هایی که در آن بازی کرده‌است می‌توان به باشگاه فوتبال دینامو درسدن، باشگاه فوتبال تسویکاو، و باشگاه فوتبال کمنیتس اشاره کرد.